# اکوماکومو
اکوماکومو (به لاتین: Akoumokoumo) یک منطقهٔ مسکونی در بنین است که در ساوالو، بنین واقع شده‌است.